# Балканкар
„Балканкар“ е българско държавно стопанско обединение за разработване и производство на мотокари, електрокари, телфери и други моторни и електрически подемно-транспортни и превозни средства за индустрията.
Първият електрокар в България е произведен през 1951 г. в трамвайния и тролейбусен завод „6 септември“ в София. Производството на електро и мотокари в България е един от секторите на машиностроенето, който в историята си притежава значителни световни постижения. С разработването на първата опитна серия на подемно-транспортните машини в България през 1952 г., производството се разраства и усъвършенства, докато към края на 70-те години на миналия век страната ни излиза на първо място по обем на производство на кари в света.
В структурата на обединение „Балканкар“ през 1980-те години влизат не само основни монтажни завода. То включва и предприятия за производство на междинни продукти, използвани при създаването на електро- и мотокари. В края на 80-те години в състава му има 39 поделения – 31 в страната и 8 в чужбина. В неговите заводи се произвеждат и автобуси, леки коли, велосипеди и др.
В България продължават да се поддържат традициите в производството и предлагането на висококачествена и достъпна подемно-транспортна техника с марката „Балканкар“, но в много по-малки мащаби в сравнение с миналото. Произвеждат се различни видове индустриални транспортни средства:
- платформени кари
- електрокари
- мотокари
- влекачи
- телфери

Съществуват и множество фирми, занимаващи се с производство, сервиз, търговия на части за кари и друга подемна техника.